# Апостольская префектура Синьцзяна
Апостольская префектура Синьцзяна (лат. Praefectura Apostolica Kiangchovensis) — апостольская префектура Римско-Католической церкви с центром в городе Синьцзян, Китай. Апостольская префектура Синьцзяна распространяет свою юрисдикцию на часть территории провинции Шаньси. Апостольская префектура Синьцзяна подчиняется непосредственно Святому Престолу.

## История
25 мая 1936 года Римский папа Пий XI издал буллу Ad Christi Evangelium, которой учредил апостольскую префектуру Синьцзяна, выделив её из апостольского викариата Луаньфу (сегодня — Епархия Луаня).

## Ординарии апостольской префектуры
- епископ Quintinus Pessers (4.12.1936 — 1953);
  - Sede vacante — c 1953 по 1982 гг.;
- епископ Agostino Zheng Shouduo (1982 — 16.07.2006);
- епископ Giosafat Li Hongguang (16.07.2006 — 13.12.2006);
- епископ Pietro Wu Junwei (21.09.2010 — 10.05.2022).

## Источник
- Annuario Pontificio, Libreria Editrice Vaticana, Città del Vaticano, 2003, ISBN 88-209-7422-3
- Булла Ad Christi Evangelium, AAS 28 (1936), стр. 461 (лат.)